# GE Offshore Wind
GE Offshore Wind, anciennement Alstom Wind, est une entreprise française d'origine espagnole basée à Nantes, dans le département de la Loire-Atlantique. Elle est une filiale de la multinationale américaine GE Vernova et ancienne filiale d'Alstom Power.
L'activité éoliennes en mer de GE Renewable Energy était une coentreprise avec Alstom, créée en 2015 lors de l'acquisition de la plupart des autres actifs de production et d'énergie électrique par GE. La participation de GE dans la coentreprise était de 50 % plus 1 action.
Anciennement connue sous le nom d'Alstom Ecotècnia, puis de Alstom Wind, l'entreprise était la branche d'énergie éolienne d'Alstom, au sein de sa division opérationnelle Alstom Power, entre 2010 et 2015. L'entreprise est née sous le nom d'Ecotècnia S.c.c.l, une entreprise espagnole de fabrication et d'installation d'équipements éoliens créée en 1981, acquise par Alstom en 2007 pour 350 millions d'euros.
Le principal produit de GE Offshore Wind est l'éolienne offshore Haliade-X de 14 MW, parmi les plus puissantes au monde. Construite par GE à Saint-Nazaire, en France, Haliade-X succède à l'éolienne offshore Alstom Haliade 150.

## Histoire

### 1987-2007: Ecotècnia

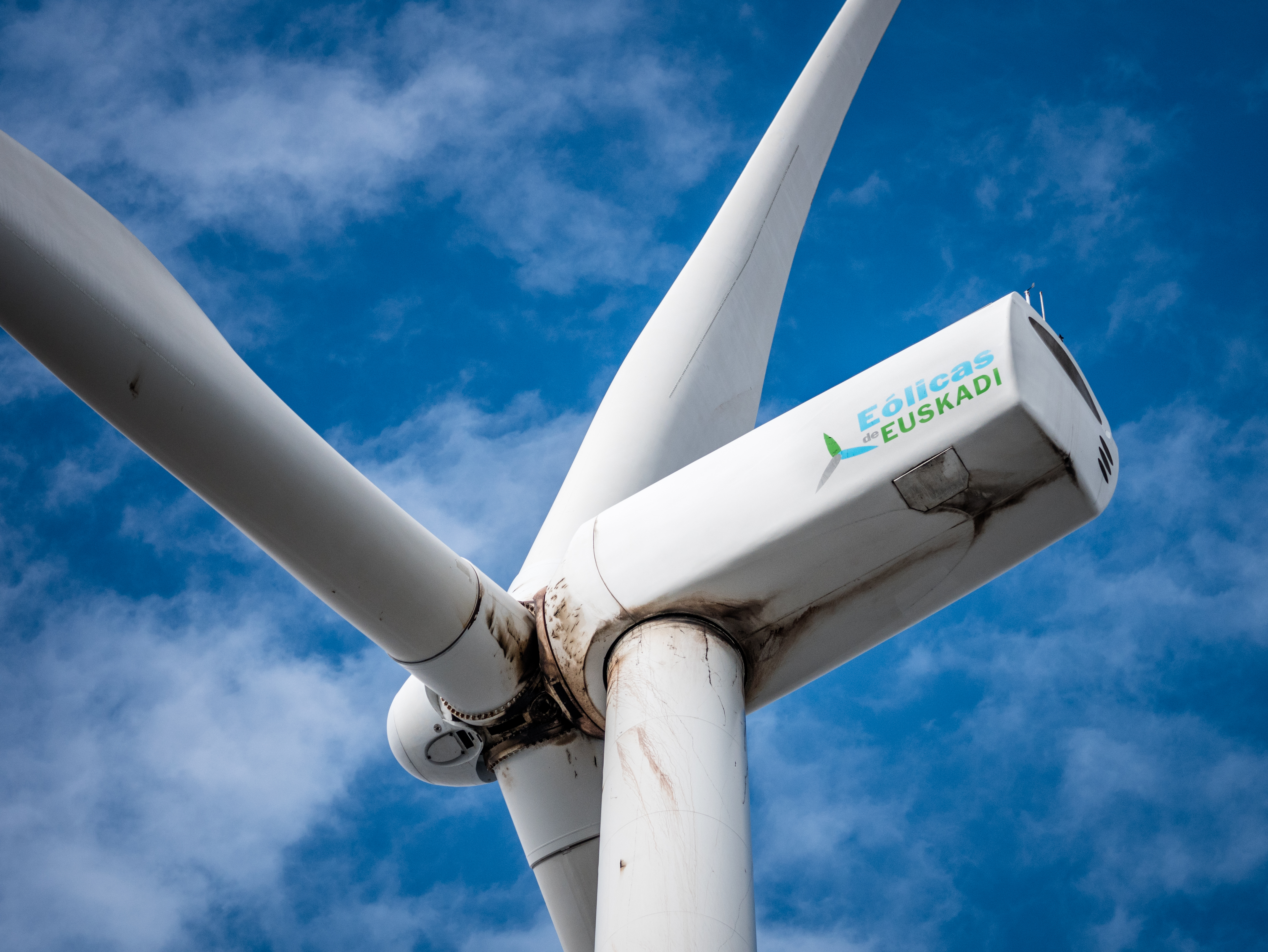
Une éolienne Alstom-Ecotècnica Eco80 au Pays basque espagnol.

Ecotècnia était un fabricant et installateur d'éoliennes créé en 1981, dont le siège social était à Barcelone, en Espagne. En 1999, elle est intégrée à la coopérative basque Mondragon Corporation.
La première éolienne de l'entreprise était une 30 machine kW, développée en 1984 avec l'aide financière du ministère espagnol des Sciences. En 1991, la société a développé un 150 machine kW, et en 1992 a remporté son premier projet commercial - pour cinquante 150 éoliennes kW à Tarifa, en Espagne. Les exigences particulières d'installation d'éoliennes dans les régions montagneuses d'Espagne, qui comprenaient un accès routier médiocre et des conditions venteuses (turbulences élevées), ont conduit à des caractéristiques de conception spécifiques des éoliennes d'Ecotècnia - y compris une construction modulaire de l'éolienne (trois composants : rotor et arbre ; châssis principal et système de lacet ; et le groupe motopropulseur - chacun moins de 30 t), ainsi que l'isolation de la boîte de vitesses de l'entraînement principal, réduisant les charges de la boîte de vitesses sans couple.
En 2005, la part de marché mondiale estimée de la société (par capacité installée) était de 2,1 %. En 2007, la société avait installé des parcs éoliens d'une puissance totale de plus de 1 GW ; la société avait augmenté la puissance de son offre éolienne de 30 kW en 1984 à 1,67 MW en 2003.
Dans la première moitié des années 1990, l'entreprise a installé des parcs éoliens à l'aide de son ECO20 150 modèle kW, de 1995 à 2000, les principaux modèles de l'entreprise étaient l' ECO44 (640 kW) et ECO48 (750 kW). Après 2003, la plupart des installations de l'entreprise utilisaient ses modèles de turbine à trois pales de 1,67 MW CEI 61400 classe II ECO74, et classe IIIA ECO80, les deux utilisaient généralement un réducteur planétaire Winergy AG PEAB 4390.2 isolé mécaniquement entraînant un générateur à induction à double alimentation (généralement ABB, Siemens, Winergy) avec commande d'inverseur IGBT, entraîné par des pales fabriquées par LM à pas contrôlé individuellement,.
La majorité de ses installations se trouvaient en Espagne, avec environ 10% dans d'autres pays dont le Portugal, la France, l'Italie ainsi que des installations au Japon et en Inde.
En 2007, Alstom acquiert Ecotècnia pour 350 millions d'euros. Fin 2007, l'entreprise employait plus de 800 personnes, réalisait un chiffre d'affaires d'environ 400 millions d'euros par an, et exploitait des usines d'assemblage d'éoliennes à Somozas et Buñuel, d'autres sites à Rio del Pozo (panneaux de commande) et Coreses (fabrication de tours). La société fabriquait également des systèmes énergétiques autonomes à petite échelle pour des sites isolés (nom commercial « CICLOPS ») comprenant une éolienne (10 kW), source solaire photovoltaïque (2 à 10 kW), générateur, batterie et onduleur, et était actif dans l'installation de cellules photovoltaïques à petite échelle (usine Pla de Santa Maria),.

### 2007-2015: Alstom Wind
La première éolienne ECO100 3MW a été officiellement inaugurée au parc éolien du Vieux Moulin à Pithiviers, en France le 1er octobre 2009.
Alstom Ecotècnia est renommée Alstom Wind SL en avril 2010.
En 2010, Alstom a commencé la construction d'une usine de nacelles de turbine à Amarillo, aux États-Unis, achevée à la mi-2011. En novembre 2011, une usine de fabrication d'une capacité de 300 MW par an à Camaçari près de Salvador, Bahia, au Brésil a été officiellement ouverte.
En mars 2012, un prototype de turbine offshore Alstom Haliade 150 6MW a été officiellement inauguré; la turbine a été développée pour des projets éoliens offshore à grande échelle au large des côtes françaises. En janvier 2011, Alstom a rejoint un consortium dirigé par EDF Energies Nouvelles en tant que fournisseur de turbines (comprenant également DONG Energy, Nass &amp; Wind, WPD Offshore) pour soumissionner pour des projets de parcs éoliens offshore en France d'une capacité de 6 GW. La turbine Alstom Haliade 150 était un développement des précédentes conceptions de transmission mécaniquement isolées développées par Ecotècnia ; [note 1] le générateur électrique entraîné par boîte de vitesses a été omis et remplacé par un générateur synchrone à aimant permanent à entraînement direct sans engrenage conçu pour une plus grande efficacité et une plus grande fiabilité avec moins de pièces mobiles. La turbine utilise des pales de turbine de 73,5 m de LM Wind Power.
En avril 2012, l'État français a attribué à un consortium EDF / DONG Energy / Alstom trois contrats pour des parcs éoliens offshore (Saint-Nazaire, Courseulles-sur-Mer et Fécamp) au large de la côte nord-ouest de la France d'une puissance totale de 1,4 GW. Ainsi, Alstom a confirmé la construction d'usines éoliennes à Cherbourg-en-Cotentin (pales de turbine en association avec LM Power, mâts éoliens), et à Saint-Nazaire (Nacelles et alternateurs) dans la zone portuaire de Montoir-de-Bretagne.
Une Alstom Haliade de 6 MW a commencé à produire de l'électricité en juillet 2012 lors des tests de certification. Le générateur électrique des turbines a été fourni par une société partenaire d'Alstom, GE Power Conversion (ex-Converteam), qui devait également établir une usine de production à Saint-Nazaire. Fin 2012, Alstom a annoncé son intention de construire une usine de fabrication de tours d'éoliennes à Canoas, Rio Grande do Sul, au Brésil, sur un site adjacent à une usine de transmission d'énergie établie d'Alstom. L'usine a été officiellement inaugurée en août 2013.
En février 2013, Alstom Wind annonce la suppression de 35 % de ses effectifs en Espagne, en raison d'un effondrement du marché éolien espagnol en raison d'un changement dans le soutien gouvernemental aux développements éoliens. Les installations de Somozas en Galice (équipements électriques) et de Zamora en Castille-et-Leon (tours) devaient fermer avec la production d'équipements électriques transférée à l'usine de Buñuel en Navarre. Le nombre total de pertes d'emplois a ensuite été réduit de 373 à 265. Une turbine Alstom Haliade 150 a été installée sur le parc éolien de Belwind en novembre 2013 pour des tests opérationnels, à l'époque l'une des plus grandes éoliennes opérationnelles au monde,.
En décembre 2014, l'usine Alstom Wind d'assemblage de nacelles et de générateurs de Saint-Nazaire a été officiellement inaugurée,.
Début 2015, une usine de tours d'éoliennes a été ouverte à Jacobina, dans l'État de Bahia, au Brésil ; construit en joint-venture (51%/49%) entre Andrade Gutierrez et Alstom Wind. Les commandes initiales pour l'éolienne Alstom Haliade comprenaient 5 unités pour le parc éolien de Block Island (États-Unis, mars 2015) ; et 66 unités pour DEME pour le parc éolien offshore de Merkur (Allemagne, juillet 2015).
En novembre 2015, les actifs de production et de transmission d'énergie d'Alstom Power sont acquis par General Electric, qui l'intègre à GE Power. Les deux parties ont également créé trois joint-ventures, dont une business unit hydro et offshore renouvelables.

### Depuis 2016: GE Offshore Wind
En février 2016, la première d'une série de 300 éoliennes à aimants permanents a été achevée à l'usine de Saint-Nazaire. Une longue période de test planifiée pour le 6MW Haliade devrait commencer au printemps 2016 sur le champ d'essai d'éoliennes d'Østerild,.

### Sources
- (en) « Ecotècnia S.c.c.l » [archive], sur www.ecotecnia.com, 17 janvier 2007 (consulté le 26 mars 2012)
- (es) Alstom, « Alstom and Ecotècnia » [PDF], juin 2008